# Giải bóng đá Hạng Nhì Quốc gia 2018 (kết quả chi tiết)
Dưới đây là kết quả chi tiết các trận đấu tại Giải bóng đá hạng nhì quốc gia 2018.

## Thông tin giải đấu
Liên đoàn bóng đá Việt Nam ban hành điều lệ Giải bóng đá Hạng nhì Quốc gia 2018 vào ngày 5 tháng 4 năm 2018. Sáng ngày 12 tháng 4 năm 2018 tại quận Tân Bình - Thành phố Hồ Chí Minh, Liên đoàn bóng đá Việt Nam đã tiến hành bốc thăm, xếp lịch thi đấu cho giải bóng đá Hạng nhì Quốc gia 2018. Vòng loại sẽ diễn ra theo hai lượt; Lượt đi diễn ra từ ngày 25 tháng 4 đến ngày 25 tháng 5 năm 2018; còn lượt về diễn ra từ ngày 5 tháng 6 đến ngày 5 tháng 7 năm 2018. Vòng chung kết bao gồm 3 trận đấu diễn ra trong 4 ngày từ ngày 12 đến ngày 15 tháng 7 năm 2018.
Mùa giải này, có ba Đội bóng rút lui không tham dự giải đó là Viettel B, Quảng Ngãi và Mancons Sài Gòn. Trong khi đó, có hai Đội bóng chuyển giao cho đội bóng khác; Cà Mau đã chuyển giao cho Fishsan Khánh Hòa còn PVF đã chuyển giao cho Phố Hiến.

## Thay đổi điều lệ
Trong mùa giải này, có 13 Đội bóng chia làm hai bảng để thi đấu vòng loại. Các Đội bóng thi đấu theo thể thức vòng tròn hai lượt đi và về (sân nhà và sân đối phương) để tính điểm, xếp hạng ở mỗi bảng. Chọn hai Đội bóng có thứ hạng cao nhất ở mỗi bảng vào thi đấu Vòng chung kết. Ở vòng chung kết, Bốn đội bóng sẽ thi đấu 3 trận.
- Trận 1: 1A vs 2B
- Trận 2: 1B vs 2A
- Trận 3: Thua trận 1 vs Thua trận 2.

Hai đội thắng trận 1, 2 sẽ xếp đồng Hạng nhất giải bóng đá Hạng Nhì Quốc gia 2018. Các đội thắng trận 1, 2, 3 sẽ trực tiếp giành quyền tham dự V.League 2 mùa 2019. Không có đội bóng nào phải xuống hạng.

### Cách tính điểm, xếp hạng ở Vòng loại
Các tính điểm:
- Đội thắng: 3 điểm
- Đội hoà: 1 điểm
- Đội thua: 0 điểm

Tính tổng số điểm của các Đội đạt được để xếp thứ hạng.
Nếu có từ hai Đội trở lên bằng điểm nhau, thứ hạng các Đội sẽ được xác định như sau: trước hết sẽ tính kết quả của các trận đấu giữa các Đội đó với nhau theo thứ tự: 
- Tổng số điểm.
- Hiệu số của tổng số bàn thắng trừ tổng số bàn thua.
- Tổng số bàn thắng.
- Tổng số bàn thắng trên sân đối phương

Đội nào có chỉ số cao hơn sẽ xếp trên
Trường hợp các chỉ số trên bằng nhau, Ban tổ chức sẽ tiếp tục xét các chỉ số của tất cả các trận đấu trong giải theo thứ tự:
- Hiệu số của tổng số bàn thắng trừ tổng số bàn thua.
- Tổng số bàn thắng.
- Tổng số bàn thắng trên sân đối phương.

Đội nào có chỉ số cao hơn sẽ xếp trên.
Nếu các chỉ số vẫn bằng nhau, Ban tổ chức sẽ tổ chức bốc thăm để xác định thứ hạng của các Đội trong bảng (trong trường hợp chỉ có hai Đội có các chỉ số trên bằng nhau và còn thi đấu trên sân thì sẽ tiếp tục thi đá luân lưu 11m để xác định Đội xếp trên). Trong trường hợp việc xác định thứ hạng của các Đội bằng điểm nhau có ý nghĩa quyết định đến vị trí xếp thứ nhất, nhì hoặc xuống hạng ở mỗi bảng, Ban tổ chức có thể tổ chức thêm trận đấu loại trực tiếp (Play off) giữa các Đội để xác định thứ hạng, thời gian và địa điểm tổ chức trận đấu do BTC giải quyết định.

## Các đội bóng
Tham dự giải năm nay có 13 đội bóng, trong đó có 11 đội hạng Nhì Quốc gia 2017 gồm: Phù Đổng FC, PVF (chuyển giao cho Hưng Yên), Kon Tum, Lâm Đồng, Bình Thuận, Tiền Giang, Bến Tre, Long An B, An Giang, Cà Mau (chuyển giao cho Khánh Hòa) và 3 đội hạng Ba mới thăng hạng là Nam Định B, Bà Rịa Vũng Tàu, Vĩnh Long.
Mười ba Đội bóng chia làm hai bảng theo khu vực địa lý và đăng ký sân thi đấu của các Đội, cụ thể như sau:
- Bảng A: Phù Đổng FC, PVF (chuyển giao cho Hưng Yên, lấy tên gọi là Phố Hiến), Nam Định, Lâm Đồng, Kon Tum, Bình Thuận, Cà Mau (chuyển giao cho Fishsan Khánh Hòa).
- Bảng B: Bà Rịa Vũng Tàu, Tiền Giang, Bến Tre, Long An, An Giang, Vĩnh Long.

## Vòng loại

### Bảng A

#### Vòng 1
| 25 tháng 4 năm 2018 | Bình Thuận            | 0–0      | Lâm Đồng                   | Sân vận động Phan Thiết  |  |
| 15:00               | Bùi Xuân Bình (7) 24' | Chi tiết | Nguyễn Trung Thắng)18) 54' | Trọng tài: Phan Văn Tuấn |  |

| 25 tháng 4 năm 2018 | Kon Tum                                                        | 4–0      | Fishsan Khánh Hòa | Sân vận động Kon Tum    |  |
| 16:00               | Nguyễn Đăng Phương (97) 57', 69', 74' · Nguyễn Văn Đô (15) 82' | Chi tiết |                   | Trọng tài: Lê Đức Thuận |  |

| 25 tháng 4 năm 2018 | Phố Hiến | 5–0      | Nam Định B             | Sân vận động PVF           |  |
| 16:00               | Phạm Ngô Tấn Tài (17) 39' · Huỳnh Công Đến (29) 48', 57' · Bùi Trần Tuấn Anh (10) 72' · Nguyễn Văn Minh (20) 86' · Mai Sỹ Hoàng (18) 90+2' | Chi tiết | Trần Hữu Hoàng (3) 19' | Trọng tài: Nguyễn Mạnh Hải |  |

#### Vòng 2
| 30 tháng 4 năm 2018 | Fishsan Khánh Hòa          | 1–7      | Bình Thuận | Sân vận động Diên Khánh     |  |
| 15:00               | Nguyễn Trọng Sứng (11) 80' | Chi tiết | Bùi Xuân Bình (7) 26' · Hà Đức Ngọc (20) 44' · Đinh Văn Hùng (11) 65' · Nguyễn Văn Dũng (21) 70' · Nguyễn Vũ Trường Giang (18) 72' · Bùi Hoài Bảo Phương (10) 81' · Nguyễn Khắc Tin (15) 89' | Trọng tài: Nguyễn Hồng Quốc |  |

| 30 tháng 4 năm 2018 | Phù Đổng | 6–0      | Nam Định B                                     | Sân vận động TTĐT       |  |
| 15:00               | Nguyễn Tuấn Hiệp (14) 7', 44' · Nguyễn Trọng Hùng (88) 42', 59' · Hoàng Anh Tuấn (7) 54' · Nguyễn Văn Quang (33) 57' · Lưu Văn Hương (20) 20' · Nguyễn Trọng Hùng (88) 48' | Chi tiết | Phạm Trường Dũ (7) 38' · Đinh Văn Hào (21) 56' | Trọng tài: Ngô Đắc Tiến |  |

| 30 tháng 4 năm 2018 | Kon Tum                                                | 0–2      | Lâm Đồng                                                                                            | Sân vận động Kon Tum         |  |
| 16:00               | Nguyễn Việt Tiến (8) 56' · Nguyễn Đăng Phương (97) 83' | Chi tiết | Nguyễn Đình Huân (4) 57' · Phùng Kim Trường (7) 70' · Trần Tuấn Thanh (5) 30' · So Hao Lợi (11) 32' | Trọng tài: Nguyễn Ngọc Tưởng |  |

#### Vòng 3
| 5 tháng 5 năm 2018 | Bình Thuận | 4–2      | Kon Tum                                                       | Sân vận động Phan Thiết      |  |
| 15:00              | Bùi Xuân Bình (7) 22', 23', 61', 90+2' · Nguyễn Ngọc Phước (16) 45+3' · Nguyễn Hoàng Hải (14) 72' · Nguyễn Thành Tâm (4) 90+4' | Chi tiết | Nguyễn Đăng Phương (97) 65', 74' · Đinh Vũ Hàn Phong (20) 78' | Trọng tài: Nguyễn Ngọc Tưởng |  |

| 5 tháng 5 năm 2018 | Lâm Đồng | 8–0      | Fishsan Khánh Hòa                                     | Sân vận động Đà Lạt      |  |
| 15:00              | Nguyễn Duy Khánh (10) 17', 20' · Nguyễn Ngọc Hùng (9) 34', 63', 80' · Phùng Kim Trường (7) 53' · Vũ Hồng Quân (14) 66' · Nguyễn Ngọc Linh (12) 75' | Chi tiết | Phạm Đình Hiếu (20) 65' · Nguyễn Trọng Thanh (14) 71' | Trọng tài: Phan Văn Tuấn |  |

| 5 tháng 5 năm 2018 | Phố Hiến                                                                                               | 0–0      | Phù Đổng                                               | Sân PVF                    |  |
| 16:00              | Mai Sỹ Hoàng (18) 7' · Nguyễn Khắc Khiêm (9) 21' · Phạm Ngô Tấn Tài (17) 38' · Huỳnh Công Đến (29) 44' | Chi tiết | Nguyễn Trọng Hùng (88) 22' · Nguyễn Văn Quang (33) 66' | Trọng tài: Nguyễn Mạnh Hải |  |

#### Vòng 4
| 10 tháng 5 năm 2018 | Bình Thuận                      | 0–1      | Phù Đổng                                              | Sân vận động Phan Thiết  |  |
| 15:00               | Nguyễn Vũ Trường Giang (18) 38' | Chi tiết | Nguyễn Tuấn Hiệp (14) 89' · Nguyễn Tuấn Hiệp (14) 89' | Trọng tài: Trần Ngọc Nhớ |  |

| 10 tháng 5 năm 2018 | Kon Tum                                                              | 1–1      | Phố Hiến                                                                | Sân vận động Kon Tum    |  |
| 16:00               | Nguyễn Việt Tiến (8) 75' · Đoàn Ngọc Hiếu (13) 69' · A Hiếu (17) 77' | Chi tiết | Nguyễn Khắc Khiêm (9) 73' · Lê Hải Đức (26) 13' · Tống Văn Hợp (13) 25' | Trọng tài: Lê Đức Thuận |  |

| 10 tháng 5 năm 2018 | Fishsan Khánh Hòa                                                  | 5–4      | Nam Định B                                                  | Sân vận động Diên Khánh      |  |
| 15:00               | Trần Phương Liêm (16) 23', 24', 57', 67' · Nguyễn Tấn Việt (9) 45' | Chi tiết | Mai Xuân Quyết (10) 8', 68' · Nguyễn Hải Linh (19) 47', 61' | Trọng tài: Nguyễn Ngọc Tưởng |  |

#### Vòng 5
| 15 tháng 5 năm 2018 | Bình Thuận              | 0–1      | Phố Hiến                  | Sân vận động Phan Thiết |  |
| 15:00               | Trần Ngọc Hiệp (24) 62' | Chi tiết | Nguyễn Khăc Khiêm (9) 14' | Trọng tài: Lê Vũ Linh   |  |

| 15 tháng 5 năm 2018 | Lâm Đồng | 9–1      | Nam Định B            | Sân vận động Lâm Đồng |  |
| 15:00               | Nguyễn Ngọc Hùng (9) 37', 43' · Nguyễn Duy Khánh (10) 59', 64', 82' · Phùng Kim Trường (7) 73', 84', 90+2' · Nguyễn Chí Sơn (13) 87' | Chi tiết | Võ Hoàng Đắc (15) 75' | Trọng tài: Trương Phi |  |

| 15 tháng 5 năm 2018 | Kon Tum                | 1–2      | Phù Đổng                                               | Sân vận động Kon Tum         |  |
| 16:00               | Nguyễn Văn Ka (16) 62' | Chi tiết | Nguyễn Tuấn Hiệp (14) 24' · Nguyễn Trọng Hùng (88) 60' | Trọng tài: Nguyễn Ngọc Thắng |  |

#### Vòng 6
| 20 tháng 5 năm 2018 | Nam Định B                   | 2–5      | Kon Tum                                                                                      | Sân vận động Kon Tum    |  |
| 16:00               | Vũ Hoàng Đắc (15) 14', 90+1' | Chi tiết | Nguyễn Việt Tiến (8) 15', 32', 33' · Nguyễn Văn Trạng (11) 62' · Nguyễn Đăng Phương (97) 86' | Trọng tài: Lê Đức Thuận |  |

| 20 tháng 5 năm 2018 | Phù Đổng | 0–0      | Lâm Đồng | Sân Trung tâm Đào Tạo      |  |
| 16:00               |          | Chi tiết |          | Trọng tài: Nguyễn Mạnh Hải |  |

| 20 tháng 5 năm 2018 | Phố Hiến | 7–0      | Fishan Khánh Hòa | Sân PVF                     |  |
| 16:00               | Trần Tiến Anh (12) 16' · Nguyễn Văn Minh (20) 37' · Huỳnh Công Đến (29) 43', 45' · Bùi Trần Tuấn Anh (10) 81' · Nguyễn Khắc Khiêm (9) 87', 89' | Chi tiết |                  | Trọng tài: Nguyễn Ngọc Tùng |  |

#### Vòng 7
| 25 tháng 5 năm 2018 | Nam Định B                                                                 | 3–4      | Bình Thuận                                                        | Sân vận động Phú Yên         |  |
| 15:30               | Mai Xuân Quyết (10) 72' · Đoàn Thanh Trường (18) 80' · Lê Đức Sơn (17) 89' | Chi tiết | Nguyễn Khắc Tin (15) 53', 68', 75' · Nguyễn Thanh Phương (19) 78' | Trọng tài: Nguyễn Ngọc Thắng |  |

| 25 tháng 5 năm 2018 | Phố Hiến                  | 1–1      | Lâm Đồng                | Sân PVF                 |  |
| 16:00               | Nguyễn Khắc Khiêm (9) 76' | Chi tiết | Đinh Thế Thuận (17) 63' | Trọng tài: Vũ Phúc Hoan |  |

| 25 tháng 5 năm 2018 | Phù Đổng | 2–1      | Fishsan Khánh Hòa | Sân TTĐT                |  |
| 16:00               | ·        | Chi tiết |                   | Trọng tài: Lê Đức Thuận |  |

#### Vòng 8
| 5 tháng 6 năm 2018 | Lâm Đồng | 0–1      | Bình Thuận | Sân Đà Lạt |  |
| 15:00              |          | Chi tiết |            |            |  |

| 5 tháng 6 năm 2018 | Fishsan Khánh Hòa | 3–4      | Kon Tum | Sân vận động Diên Khánh |  |
| 15:00              |                   | Chi tiết |         |                         |  |

| 5 tháng 6 năm 2018 | Nam Định B | 1–3      | Phố Hiến | Sân vận động Phú Yên |  |
| 15:30              |            | Chi tiết |          |                      |  |

#### Vòng 9
| 10 tháng 6 năm 2018 | Bình Thuận | 3–0      | Fishsan Khánh Hòa | Sân Phan Thiết |  |
| 15:00               |            | Chi tiết |                   |                |  |

| 10 tháng 6 năm 2018 | Lâm Đồng | 4–1      | Kon Tum | Sân Đà Lạt |  |
| 15:00               |          | Chi tiết |         |            |  |

| 10 tháng 6 năm 2018 | Nam Định B | 0–3      | Phù Đổng | Sân Phú Yên |  |
| 15:30               |            | Chi tiết |          |             |  |

#### Vòng 10
| 15 tháng 6 năm 2018 | Fishsan Khánh Hòa | 2–4      | Lâm Đồng | Sân Diên Khánh |  |
| 15:00               |                   | Chi tiết |          |                |  |

| 15 tháng 6 năm 2018 | Kon Tum | 2–1      | Bình Thuận | Sân Kon Tum |  |
| 16:00               |         | Chi tiết |            |             |  |

| 15 tháng 6 năm 2018 | Phù Đổng | 1–3      | Phố Hiến | Sân TTĐT |  |
| 16:00               |          | Chi tiết |          |          |  |

#### Vòng 11
| 20 tháng 6 năm 2018 | Phù Đổng | 4–0      | Bình Thuận | Sân TTĐT                     |  |
| 16:00               | Nguyễn Tuấn Hiệp (14) 25', 58' · Nguyễn Nhật Nam (10) 30' · Trần Văn Bửu (6) 78' · Hoàng Thái Bình (2) 45+2' | Chi tiết |            | Trọng tài: Nguyễn Ngọc Thắng |  |

| 20 tháng 6 năm 2018 | Phố Hiến                                                                                                | 5–1      | Kon Tum                                        | Sân PVF                    |  |
| 16:00               | Hồ Đăng Lưu (79) 2', 28' · Phạm Đức Thông (32) 69' · Đoàn Ngọc Hiệu (13) 78' · Trần Tiến Anh (12) 90+3' | Chi tiết | Đào Ngọc Nam (98) 85' · Võ Ngọc Hậu (22) 45+1' | Trọng tài: Nguyễn Mạnh Hải |  |

| 20 tháng 6 năm 2018 | Nam Định B | 5–5      | Fishsan Khánh Hòa | Sân Phú Yên             |  |
| 15:30               | Nguyễn Hải Linh (19) 36' · Phạm Trường Dũ (7) 40' · Nguyễn Văn Lộc (8) 69', 75' · Vũ Hoàng Đắc (15) 72' · Trần Hữu Hoàng (3) 7' | Chi tiết | Nguyễn văn Ngọc (OG) (16) 29' (ph.l.n) · Nguyễn Thanh Phong (10) 35', 58' · Huỳnh Hiếu (28) 62' · Lê Minh Vương (24) 63' | Trọng tài: Lê Đức Thuận |  |

#### Vòng 12
| 24 tháng 6 năm 2018 | Phố Hiến                                                                       | 1–0      | Bình Thuận                                                                     | Sân PVF                     |  |
| 18:00               | Phạm Đức Thông (32) 30' · Thái Bá Sang (5) 90+1' · Hồ Nguyễn Chí Đại (2) 90+1' | Chi tiết | Nguyễn Văn Dũng (21) 74' · Nguyễn Lê Tr Quốc (8) 82' · Mai Thọ Thành (5) 90+3' | Trọng tài: Nguyễn Ngọc Tùng |  |

| 24 tháng 6 năm 2018 | Phù Đổng                                                                             | 4–1      | Kon Tum              | Sân TTĐT                 |  |
| 16:00               | Hứa Tiến Thiêm (28) 16' · Nguyễn Tuấn Hiệp (14) 42', 44' · Hoàng Thái Bình (2) 45+1' | Chi tiết | Lương Ân Tới (9) 26' | Trọng tài: Lê Thanh Tùng |  |

| 24 tháng 6 năm 2018 | Nam Định B | 0–3      | Lâm Đồng                                                                                         | Sân TTĐT                     |  |
| 15:30               |            | Chi tiết | Nguyễn Ngọc Hùng (9) 48' · So Hao Lợi (11) 69' · Nguyễn Chí Sơn (13) 85' · Đặng Văn Danh (2) 44' | Trọng tài: Nguyễn Ngọc Tưởng |  |

#### Vòng 13
| 30 tháng 6 năm 2018 | Kon Tum              | 1–1      | Nam Định B          | Sân Phú Yên             |  |
| 15:00               | Nguyễn Văn Trạng 89' | Chi tiết | Nguyễn Hải Linh 38' | Trọng tài: Lê Lưu Quang |  |

| 30 tháng 6 năm 2018 | Lâm Đồng | 0–0      | Phù Đổng FC | Sân Đà Lạt |  |
| 15:00               |          | Chi tiết |             |            |  |

| 30 tháng 6 năm 2018 | Fishsan Khánh Hòa | 0–3      | Phố Hiến                                                           | Sân Diên Khánh               |  |
| 15:00               |                   | Chi tiết | Nguyễn Trọng Phú 29' · Nguyễn Khắc Khiêm 33' · Lê Hải Đức (26) 62' | Trọng tài: Nguyễn Ngọc Thắng |  |

#### Vòng 14
| 5 tháng 7 năm 2018 | Bình Thuận | 2–0      | Nam Định B | Sân Phan Thiết |  |
| 15:00              |            | Chi tiết |            |                |  |

| 5 tháng 7 năm 2018 | Lâm Đồng | 1–0      | Phố Hiến | Sân Đà Lạt |  |
| 15:00              |          | Chi tiết |          |            |  |

| 5 tháng 7 năm 2018 | Fishsan Khánh Hòa | 0–3      | Phù Đổng FC | Sân Diên Khánh |  |
| 15:00              |                   | Chi tiết |             |                |  |

### Bảng B

#### Vòng 1
| 16 tháng 5 năm 2018 | Vĩnh Long                                                                                         | 3–1      | Bến Tre                                                                          | Sân vận động Vĩnh Long    |  |
| 15:30               | Phạm Đoàn Tiến Phát (10) 66', 80', 90' · Nguyễn Thành Đạt (13) 69' · Phương Hoài Tr. Hiến (5) 58' | Chi tiết | Nguyễn Mạnh Duy (44) 17' · Trần Hữu Thụ (19) 58' · Nguyễn Hoàng Long (9) 63' 74' | Trọng tài: Trần Hữu Thanh |  |

| 16 tháng 5 năm 2018 | Tiền Giang          | 0–0      | An Giang                                               | Sân vận động Tiền Giang        |  |
| 15:30               | Chamale Mó (17) 63' | Chi tiết | Trịnh Ng Mai Tài Lộc (10) 51' · Võ Văn Công (18) 90+1' | Trọng tài: Nguyễn Kim Việt Bảo |  |

| 16 tháng 5 năm 2018 | Bà Rịa Vũng Tàu | 6–1      | Long An B                                     | Sân vận động Bà Rịa Vũng Tàu |  |
| 17:30               | Hoàng Văn Thọ (19) 14' · Tạ Quang Huy (22) 41', 89' · Trần Phi Hà (10) 58' · Nguyễn Trọng Phi (91) 73' · Trần Đình Tiến (9) 80' · Hoàng Văn Thọ (19) 63' · Bùi Đình Châu (18) 75' | Chi tiết | Ngô Tấn Tài (29) 61' · Ngô Tấn Tài (29) 90+3' | Trọng tài: Nguyễn Hà Loan    |  |

#### Vòng 2
| 21 tháng 5 năm 2018 | Tiền Giang | 6–1      | Long An B            | Sân vận động Tiền Giang |  |
| 15:30               | Nguyễn Sỹ Chiến (4) 6' · Huỳnh Phúc Hiệp (9) 11' · Dương Minh Thắng (19) 23', 42', 83' · Trần Văn Hén (10) 88' | Chi tiết | Ngô Tấn Tài (29) 70' | Trọng tài: Đỗ Anh Đức   |  |

| 21 tháng 5 năm 2018 | Vĩnh Long          | 1–4      | An Giang                                                                                       | Sân vận động Vĩnh Long      |  |
| 15:30               | Lê Nam Sơn (4) 67' | Chi tiết | Trịnh Nguyễn Mai Tài Lộc (10) 30', 51' · Lương Thanh Sang (7) 53' · Phạm Trịnh Trọng (8) 90+2' | Trọng tài: Nguyễn Hồng Quốc |  |

| 21 tháng 5 năm 2018 | Bà Rịa Vũng Tàu                                                         | 3–0      | Bến Tre                 | Sân vận động Bà Rịa Vũng Tàu |  |
| 17:30               | Trần Phi Hà (10) 52' · Trần Đình Tiến (9) 67' · Nguyễn Văn Đức (97) 90' | Chi tiết | Vũ Chí Công (77) 6' 50' | Trọng tài: Nguyễn Hà Loan    |  |

#### Vòng 3
| 26 tháng 5 năm 2018 | Tiền Giang             | 1–1      | Vĩnh Long                | Sân vận động Tiền Giang        |  |
| 15:30               | Trần Quốc Anh (26) 89' | Chi tiết | Huỳnh Văn Huyền (16) 38' | Trọng tài: Nguyễn Kim Việt Bảo |  |

| 26 tháng 5 năm 2018 | An Giang                 | 1–0      | Bà Rịa Vũng Tàu | Sân vận động An Giang     |  |
| 15:30               | Lương Thanh Sang (7) 17' | Chi tiết |                 | Trọng tài: Trần Hữu Thanh |  |

| 26 tháng 5 năm 2018 | Long An B                                           | 2–2      | Bến Tre                                             | Sân vận động Long An  |  |
| 15:30               | Cù Nguyên Khánh (10) 11' · Trần Ngọc Phương (7) 57' | Chi tiết | Lê Văn Vũ (7) 27' · Trương Hoàng Minh Khoa (83) 32' | Trọng tài: Lê Vũ Linh |  |

#### Vòng 4
| 31 tháng 5 năm 2018 | Vĩnh Long | 0–4      | Bà Rịa Vũng Tàu | Sân vận động Vĩnh Long |  |
| 15:30               |           | Chi tiết | ·               |                        |  |

| 31 tháng 5 năm 2018 | An Giang | 1–0      | Long An B | Sân vận động An Giang |  |
| 15:30               |          | Chi tiết |           |                       |  |

| 31 tháng 5 năm 2018 | Bến Tre | 2–2      | Tiền Giang | Sân vận động Bến Tre |  |
| 16:00               | ·       | Chi tiết | ·          |                      |  |

#### Vòng 5
| 5 tháng 6 năm 2018 | Bến Tre | 1–4      | An Giang | Sân vận động Bến Tre |  |
| 15:00              |         | Chi tiết |          |                      |  |

| 5 tháng 6 năm 2018 | Long An B | 0–0      | Vĩnh Long | Sân vận động Long An |  |
| 15:30              |           | Chi tiết |           |                      |  |

| 5 tháng 6 năm 2018 | Bà Rịa Vũng Tàu | 3–1      | Tiền Giang | Sân vận động Bà Rịa Vũng Tàu |  |
| 17:30              |                 | Chi tiết |            |                              |  |

#### Vòng 6
| 15 tháng 6 năm 2018 | Bến Tre | 2–1      | Vĩnh Long | Sân vận động Bến Tre |  |
| 15:00               |         | Chi tiết |           |                      |  |

| 15 tháng 6 năm 2018 | An Giang | 1–0      | Tiền Giang | Sân vận động An Giang |  |
| 15:30               |          | Chi tiết |            |                       |  |

| 15 tháng 6 năm 2018 | Long An B | 0–5      | Bà Rịa Vũng Tàu | Sân vận động Long An |  |
| 15:30               |           | Chi tiết |                 |                      |  |

#### Vòng 7
| 20 tháng 6 năm 2018 | Long An B                                                 | 3–3      | Tiền Giang                                                        | Sân vận động Long An     |  |
| 15:30               | Ngô Tấn Tài 7' · Cù Nguyễn Khánh 50' · Trần Văn Thịnh 62' | Chi tiết | Đinh Tuấn Tài 4' · Huỳnh Thanh Khiêm 48' · Dương Minh Thắng 90+2' | Trọng tài: Phan Văn Tuấn |  |

| 20 tháng 6 năm 2018 | Bến Tre               | 1–5      | Bà Rịa Vũng Tàu                                                                                        | Sân vận động Bến Tre      |  |
| 15:00               | Trần Hữu Thụ (18) 39' | Chi tiết | Trần Hoàng Phương 13' · Trần Quốc Tuấn 18' · Nguyễn Văn Đức 29' · Lê Văn Hiệp 36' · Nguyễn Văn Đức 80' | Trọng tài: Trần Hữu Thanh |  |

| 20 tháng 6 năm 2018 | An Giang                                                                            | 3–1      | Vĩnh Long                                                               | Sân vận động An Giang       |  |
| 15:30               | Nguyễn Văn Trọng 21' · Trịnh Nguyễn Mai Tài Lộc (10) 33', 72' · Võ Văn Công 56' 85' | Chi tiết | Tô Hoài Phong 35' · Phương Hoài Trung Hiếu 73' 86' · Huỳnh Hồng Duy 46' | Trọng tài: Nguyễn Hồng Quốc |  |

| 25 tháng 6 năm 2018 | Vĩnh Long                               | 1–2      | Tiền Giang                              | Sân vận động Vĩnh Long     |  |
| 15:30               | Võ Lý Hùng 90+2' · Trần Hiếu Nhơn 90+2' | Chi tiết | Trần Văn Hén 67' · Dương Minh Thắng 90' | Trọng tài: Nguyễn Văn Diễn |  |

| 25 tháng 6 năm 2018 | Bà Rịa Vũng Tàu                                                | 3–2      | An Giang                              | Sân vận động Bà Rịa Vũng Tàu |  |
| 17:30               | Phan Công Quỳnh Anh 21' · Trần Đình Tiến 54' · Lê Văn Hiệp 66' | Chi tiết | Phạm Văn Lộc 48' · Ngô Hồng Phước 84' | Trọng tài: Trần Ngọc Nhớ     |  |

| 25 tháng 6 năm 2018 | Bến Tre                                    | 2–0      | Long An B | Sân vận động Bến Tre  |  |
| 15:00               | Trần Văn Thịnh 76' · Nguyễn Hoàng Long 83' | Chi tiết |           | Trọng tài: Lê Vũ Linh |  |

#### Vòng 9
| 30 tháng 6 năm 2018 | Bà Rịa Vũng Tàu | 6–1      | Vĩnh Long | Sân vận động Bà Rịa Vũng Tàu |  |
| 15:00               |                 | Chi tiết |           |                              |  |

| 30 tháng 6 năm 2018 | Long An B                                 | 3–4      | An Giang                                                                                  | Sân vận động Long An       |  |
| 15:00               | Trần Ngọc Phương 12', 35' · Phạm Khải 53' | Chi tiết | Ngô Hồng Phước 36' · Nguyễn Văn Trọng 57' · Dương Văn Minh 68' · Lương Thanh Sang (7) 73' | Trọng tài: Nguyễn Văn Diễn |  |

| 30 tháng 6 năm 2018 | Tiền Giang                                                                                      | 5–1      | Bến Tre             | Sân vận động Tiền Giang  |  |
| 15:00               | Trần Văn Hén 27', 30' · Huỳnh Thanh Khiêm 58' · Nguyễn Thanh Nhàn 68' · Nguyễn Hồng Thịnh 90+3' | Chi tiết | Nguyễn Mạnh Duy 89' | Trọng tài: Trần Văn Khoẻ |  |

#### Vòng 10
| 5 tháng 7 năm 2018 | Tiền Giang | 1–2      | Bà Rịa Vũng Tàu | Sân Tiền Giang |  |
| 15:00              |            | Chi tiết |                 |                |  |

| 5 tháng 7 năm 2018 | Vĩnh Long | 4–1      | Long An B | Sân Vĩnh Long |  |
| 15:00              |           | Chi tiết |           |               |  |

| 5 tháng 7 năm 2018 | An Giang | 1–2      | Bến Tre | Sân An Giang |  |
| 15:00              |          | Chi tiết |         |              |  |